# Premio al mejor Baloncestista Masculino del Año de la Sun Belt Conference
El Premio al mejor Baloncestista Masculino del Año de la Sun Belt Conference (en inglés, Sun Belt Conference Men's Basketball Player of the Year) es un galardón que otorga la Sun Belt Conference al jugador de baloncesto masculino más destacado del año. El premio fue entregado por primera vez en la temporada 1976–77. Cuatro jugadores —Terry Catledge, Chris Gatling, Chico Fletcher y R. J. Hunter— han ganado el premio en dos ocasiones. Ha habido dos años con doble ganador a lo largo de la historia del galardón, en las temporadas 1982-83 y 1993-94.
Western Kentucky es la universidad con más premiados con siete, seguida de South Alabama con seis. 

## Ganadores

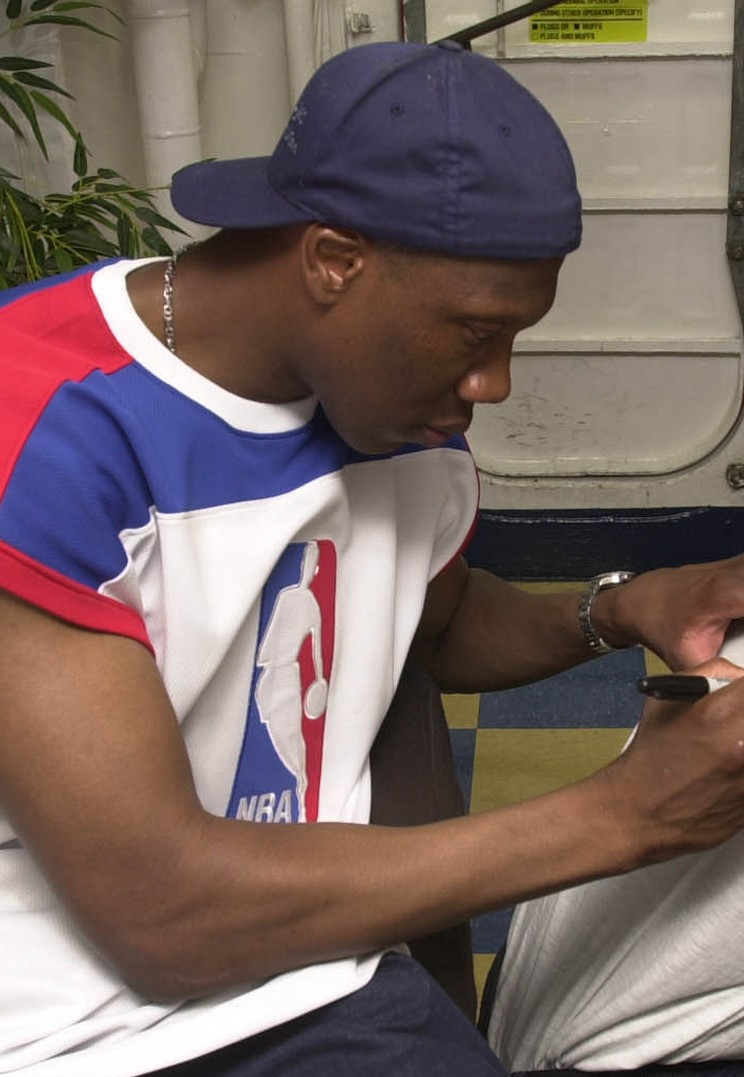
Ervin Johnson ganó el premio en 1993 con New Orleans.

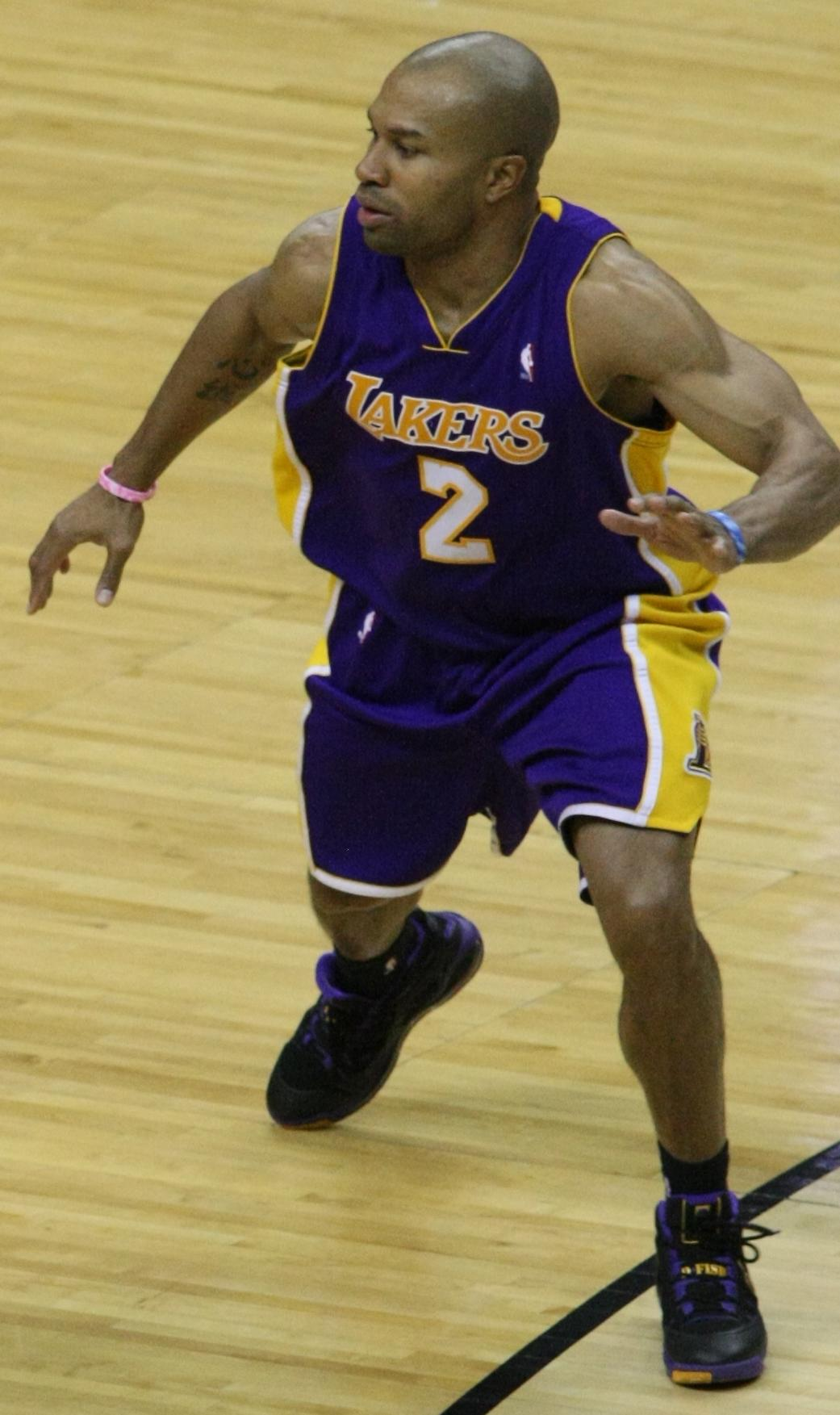
Derek Fisher ganó el premio en 1996 con Arkansas-Little Rock.

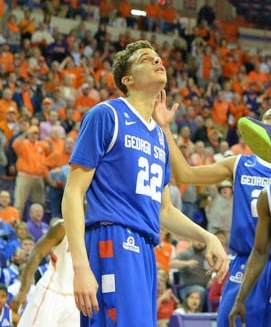
R. J. Hunter ganó el premio en 2014 y 2015

| †           | Cojugadores del año                                                                                                 |
| *           | Ganador del premio al mejor universitario del año: el Naismith College Player of the Year o el John R. Wooden Award |
| Jugador (X) | Denota el número de veces que ha conseguido el galardón                                                             |

| Temporada | Jugador               | Universidad           | Posición        | Curso     | Referencia |
| --------- | --------------------- | --------------------- | --------------- | --------- | ---------- |
| 1976–77   | Cedric Maxwell        | UNC-Charlotte         | Ala-Pívot/Pívot | Senior    |            |
| 1977–78   | Wayne Cooper          | New Orleans           | Pívot           | Senior    |            |
| 1978–79   | Rory White            | South Alabama         | Ala-Pívot       | Sophomore |            |
| 1979–80   | James Ray             | Jacksonville          | Ala-Pívot       | Senior    |            |
| 1980–81   | Ed Rains              | South Alabama         | Alero           | Senior    |            |
| 1981–82   | Oliver Robinson       | UAB                   | Escolta         | Senior    |            |
| 1982–83†  | Charlie Bradley       | South Florida         | Alero           | Sophomore |            |
| 1982–83†  | Calvin Duncan         | Virginia Commonwealth | Escolta         | Sophomore |            |
| 1983–84   | Terry Catledge        | South Alabama         | Ala-Pívot       | Junior    |            |
| 1984–85   | Terry Catledge (2)    | South Alabama         | Ala-Pívot       | Senior    |            |
| 1985–86   | Kenny Gattison        | Old Dominion          | Pívot           | Senior    |            |
| 1986–87   | Tellis Frank          | Western Kentucky      | Ala-Pívot       | Senior    |            |
| 1987–88   | Byron Dinkins         | UNC-Charlotte         | Base            | Junior    |            |
| 1988–89   | Jeff Hodge            | South Alabama         | Escolta         | Senior    |            |
| 1989–90   | Chris Gatling         | Old Dominion          | Ala-Pívot       | Junior    |            |
| 1990–91   | Chris Gatling (2)     | Old Dominion          | Ala-Pívot       | Senior    |            |
| 1991–92   | Ron Ellis             | Louisiana Tech        | Ala-Pívot       | Senior    |            |
| 1992–93   | Ervin Johnson         | New Orleans           | Pívot           | Senior    |            |
| 1993–94†  | Michael Allen         | UL-Lafayette          | Base/Escolta    | Senior    |            |
| 1993–94†  | Jeff Clifton          | Arkansas State        | Alero           | Senior    |            |
| 1994–95   | Chris Robinson        | Western Kentucky      | Escolta         | Junior    |            |
| 1995–96   | Derek Fisher          | Arkansas-Little Rock  | Escolta         | Senior    |            |
| 1996–97   | Muntrelle Dobbins     | Arkansas-Little Rock  | Ala-Pívot       | Senior    |            |
| 1997–98   | Chico Fletcher        | Arkansas State        | Base            | Sophomore |            |
| 1998–99   | Chico Fletcher (2)    | Arkansas State        | Base            | Junior    |            |
| 1999–00   | Gerrod Henderson      | Louisiana Tech        | Escolta         | Sophomore |            |
| 2000–01   | Chris Marcus          | Western Kentucky      | Pívot           | Junior    |            |
| 2001–02   | Héctor Romero         | New Orleans           | Alero           | Junior    |            |
| 2002–03   | James Moore           | New Mexico State      | Alero           | Junior    |            |
| 2003–04   | Mike Wells            | Western Kentucky      | Escolta/Base    | Senior    |            |
| 2004–05   | Yemi Nicholson        | Denver                | Pívot           | Junior    |            |
| 2005–06   | Anthony Winchester    | Western Kentucky      | Escolta         | Senior    |            |
| 2006–07   | Bo McCalebb           | New Orleans           | Base            | Junior    |            |
| 2007–08   | Courtney Lee          | Western Kentucky      | Escolta         | Senior    |            |
| 2008–09   | Orlando Méndez-Valdez | Western Kentucky      | Base            | Senior    |            |
| 2009–10   | Tyren Johnson         | UL-Lafayette          | Alero           | Senior    |            |
| 2010–11   | Solomon Bozeman       | Arkansas-Little Rock  | Escolta         | Senior    |            |
| 2011–12   | LaRon Dendy           | Middle Tennessee      | Ala-Pívot       | Senior    |            |
| 2012–13   | Augustine Rubit       | South Alabama         | Ala-Pívot/Pívot | Junior    |            |
| 2013–14   | R. J. Hunter          | Georgia State         | Escolta         | Sophomore |            |
| 2014–15   | R. J. Hunter (2)      | Georgia State         | Escolta         | Junior    |            |
| 2015–16   | Shawn Long            | Louisiana–Lafayette   | Ala-Pívot       | Senior    | [ 1 ]      |
| 2016–17   | Kevin Hervey          | Texas–Arlington       | Ala-Pívot       | Junior    | [ 2 ]      |
| 2017–18   | D'Marcus Simonds      | Georgia State         | Escolta         | Sophomore | [ 3 ]      |
| 2018–19   | Tookie Brown          | Georgia Southern      | Base            | Senior    | [ 4 ]      |
| 2019–20   | Nijal Pearson         | Texas State           | Escolta         | Senior    | [ 5 ]      |
| 2020–21   | DeVante' Jones        | Coastal Carolina      | Escolta         | Junior    | [ 6 ]      |
| 2021–22   | Norchad Omier         | Arkansas State        | Ala-Pívot       | Freshman  | [ 7 ]      |
| 2022–23   | Taevion Kinsey        | Marshall              | Escolta         | Senior    | [ 8 ]      |
| 2023–24   | Terrence Edwards Jr.  | James Madison         | Escolta         | Senior    | [ 9 ]      |
| 2024–25   | Tayton Conerway       | Troy                  | Base            | Senior    | [ 10 ]     |

## Ganadores por universidad
| Universidad (en Sun Belt desde) | Premios | Años                                     |
| ------------------------------- | ------- | ---------------------------------------- |
| Western Kentucky (1982)         | 7       | 1987, 1995, 2001, 2004, 2006, 2008, 2009 |
| South Alabama (1976)            | 6       | 1979, 1981, 1984, 1985, 1989, 2013       |
| Arkansas State (1991)           | 4       | 1994†, 1998, 1999, 2022                  |
| New Orleans (1976)              | 4       | 1978, 1993, 2002, 2007                   |
| UL-Lafayette (1991)             | 3       | 1994†, 2010, 2016                        |
| Old Dominion (1982/2022)        | 3       | 1986, 1990, 1991                         |
| Little Rock (1991)              | 3       | 1996, 1997, 2011                         |
| Georgia State (1976/2013)       | 3       | 2014, 2015, 2018                         |
| Louisiana Tech (1991)           | 2       | 1992, 2000                               |
| UNC-Charlotte (1976)            | 2       | 1977, 1988                               |
| Marshall (2022)                 | 1       | 2023                                     |
| Georgia Southern (2014)         | 1       | 2019                                     |
| UT Arlington (2013)             | 1       | 2017                                     |
| Denver (1999)                   | 1       | 2005                                     |
| Jacksonville (1976)             | 1       | 1980                                     |
| New Mexico State (2001)         | 1       | 2003                                     |
| South Florida (1976)            | 1       | 1983†                                    |
| UAB (1979)                      | 1       | 1982                                     |
| Virginia Commonwealth (1979)    | 1       | 1983†                                    |
| Middle Tennessee (2001)         | 1       | 2012                                     |
| Texas State (2013)              | 1       | 2020                                     |
| Coastal Carolina (2016)         | 1       | 2021                                     |
| James Madison (2022)            | 1       | 2024                                     |
| Troy (2005)                     | 1       | 2025                                     |
| Appalachian State (2014)        | 0       | —                                        |
| Florida Atlantic (2006)         | 0       | —                                        |
| Florida International (1998)    | 0       | —                                        |
| UL-Monroe (2001)                | 0       | —                                        |
| Marshall (2022)                 | 0       | —                                        |
| North Texas (2001)              | 0       | —                                        |
| Southern Miss (2022)            | 0       | —                                        |